# Göteborgs konstförening
Göteborgs konstförening grundades 1854 och är därmed Sveriges äldsta, fortfarande verksamma konstförening. Initiativtagare var Sven Adolf Hedlund och tanken var att stödja konstnärer genom att köpa och ställa ut konst och även anordna konstlotterier bland medlemmarna.
Mellan åren 1856 till 1870 skänkte föreningen ett 30-tal målningar till vad som senare kom att bli Göteborgs Konstmuseum. Under denna period huserade konstföreningen i Ostindiska Kompaniets lokaler, nuvarande Göteborgs stadsmuseum. Konstföreningen var också en av initiativtagarna till Göteborgs Musei Ritskola, som sedermera blev Konsthögskolan Valand, och även skolan inhystes inledningsvis i Ostindiska Kompaniets lokaler. Skolan och konstföreningen flyttade 1886 till det för ändamålet nybyggda Valandhuset på Vasagatan 41.
Efter avslutandet av Jubileumsutställningen tog Göteborgs konstförening över ordinarie utställningsverksamhet i Göteborgs konsthall och den 3 november 1923 öppnades konstföreningens första utställning, som var en minnesutställning över Karl Nordström.
Konsthallens första intendent i Göteborgs konstförenings regi var Axel Romdahl (1923-1928) som efterträddes av Philibert Humbla (1928-1933). Han efterträddes av kompositören Gösta Nystroem (1934-36). Konstnären Tor Bjurström innehade tjänsten mellan 1936 och 1947, då han efterträddes av kollegan Rudolf Flink (1947-1961). Den sista intendenten på Konsthallen i Göteborgs Konstförenings regi var Carl-Erik Hammarén (1961-1967).
Idag har föreningen sitt galleri på Kastellgatan 9.